# Georg Gelbke

Georg Gelbke

Georg Hermann Gelbke (* 12. September 1882 in Rochlitz; † 17. März 1947 in Dresden) war ein sächsischer Maler und Grafiker.

## Leben
Der Vater Gelbkes war der Rochlitzer Arzt Alfred Gelbke. Gelbke litt seit seiner Kindheit an einer doppelten Rückgratverkrümmung, was ihn in seiner Bewegungsfreiheit einschränkte. Er studierte an der Kunstakademie Dresden, wo er auch Richard Birnstengel kennenlernte, mit dem ihn viele Gemeinsamkeiten verbanden. Danach lebt er für einige Jahre in Chemnitz. Hier war Mitglied er Künstlergruppe Chemnitz.
Seine Studienreisen führten ihn nach Böhmen, Paris, Korsika und Dalmatien. Ein kunstsinniger Gutsverwalter bei Dresden ließ seine Töchter von Birnstengel und Gelbke im Zeichnen unterrichten, mit der Folge, dass beide eine der Töchter heirateten und damit verschwägert wurden.
Obgleich Gelbke im Ersten Weltkrieg nicht als Soldat an der Front war gehört er zu den ersten deutschen Künstlern, die versuchten, mit Bildern gegen den Krieg aufzurütteln, insbesondere mit den Lithografie-Zyklen Der Tod im Kriege (1915) und Mich schaudert dieses Krieges! Ein Beitrag zur Kulturkritik (1916).
Gelbke war in den 1920er Jahren in Dresden als Künstler etabliert. Er war Mitglied im Deutschen Künstlerbund. 1920 veröffentlichte die Berliner Monatszeitschrift „Revue des Monats“ zu dem Essay „Atelierzauber. Ein Blick in die Werkstatt Dresdener Künstler“ ein Foto Gelbkes.
Gelbke war nach 1930 mehrmals zu Gast in Nidden, wo Birnstengel ein Haus hatte und die beiden gemeinsame Werke, vor allem Winterbilder der kurischen Landschaft schufen. Seine Lieblingsmotive fand er in den Fischerdörfern auf der Nehrung. Gelbke schuf auch die Emporenbilder und das Lutherbild in der kleinen Dorfkirche in Schönborn. Die Vorschläge lieferte ihm der Seifersdorfer Pfarrer Karl Josef Friedrich, bei dem sich Gelbke öfter aufhielt.
Das grafische Œuvre Gelbkes umfasst neben Lithografien mehrere Mappenwerke mit Kaltnadelradierungen.
1937 wurden im Rahmen der deutschlandweiten konzertierten Aktion „Entartete Kunst“ aus der Kunsthütte Chemnitz Gelbkes Blätter I bis IV der Lithografie-Serie „Kriegsfolge“ und die Radierung „Muttertod“ beschlagnahmt und vernichtet. Gelbke konnte jedoch weiter Mitglied der Reichskammer der bildenden Künste bleiben und sich an Ausstellungen beteiligen. Für diese Zeit ist seine Teilnahme an 20 Ausstellungen sicher belegt.
Das Dresdener Adressbuch verzeichnet ihn 1943 als Kunstmaler und Radierer in der Reichenbachstraße 49 und seine Arbeitsräume in der Ostbahnstraße 29. Beim Bombenangriff auf Dresden am 13. Februar 1945 wurde ein großer Teil seines künstlerischen Werkes vernichtet.

## Darstellung Gelbkes in der bildenden Kunst
- Carl Brose: Georg Gelbke (Plakette mit dem Porträt Gelbkes; Metallguss, 1909)[6]

## Öffentliche Sammlungen mit Werken Gelbkes (unvollständig)
- Chemnitz: Kunstsammlungen am Theaterplatz[7]
- Oelsnitz: Sammlung Erzgebirgische Landschaftskunst
- Stendal: Winckelmann-Museum[7]
- Stralsund: Stralsund Museum

## Weitere Werke (Auswahl)

### Druckgrafik

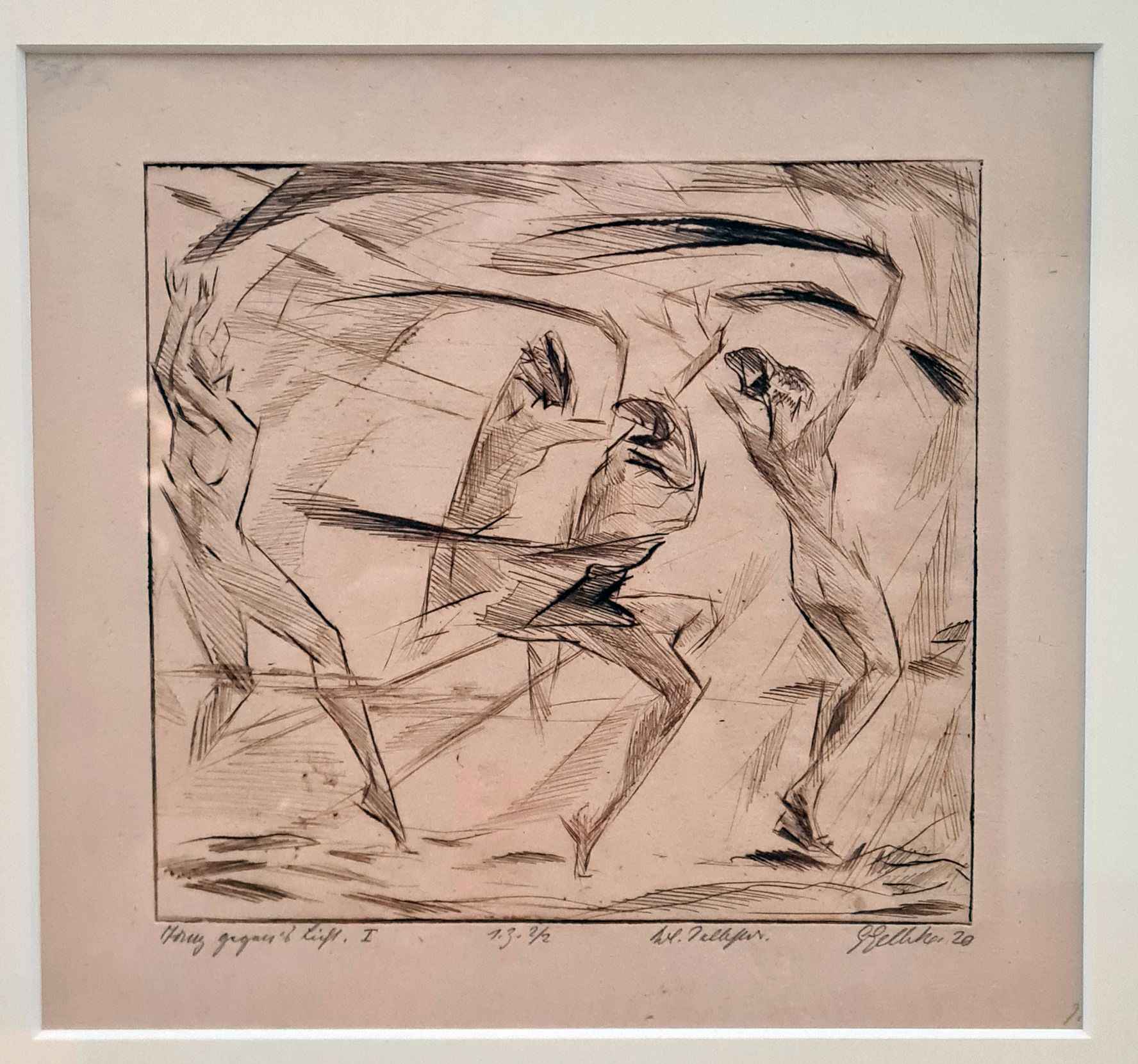
Georg Gelbke – Tanz gegens Licht I (1920)

- Gefesselter Tod (Kaltnadelradierung, 1913)[8]
- Mich schauderts dieses Krieges (Serie von Lithografien; 1916)[9]
- Das fühlende Schweigen (sieben Lithografien zu Alwin F. Gebhardt „Das fühlende Schweigen. 6 Dichtungen“; Vorzugsausgabe mit 100 Ex.; Verlag E. Richter, Dresden, 1919)
- Erzgebirgskamm (Radierung)[10]

### Zeichenkunst
- Clivia (Aquarell, 1927)[11]

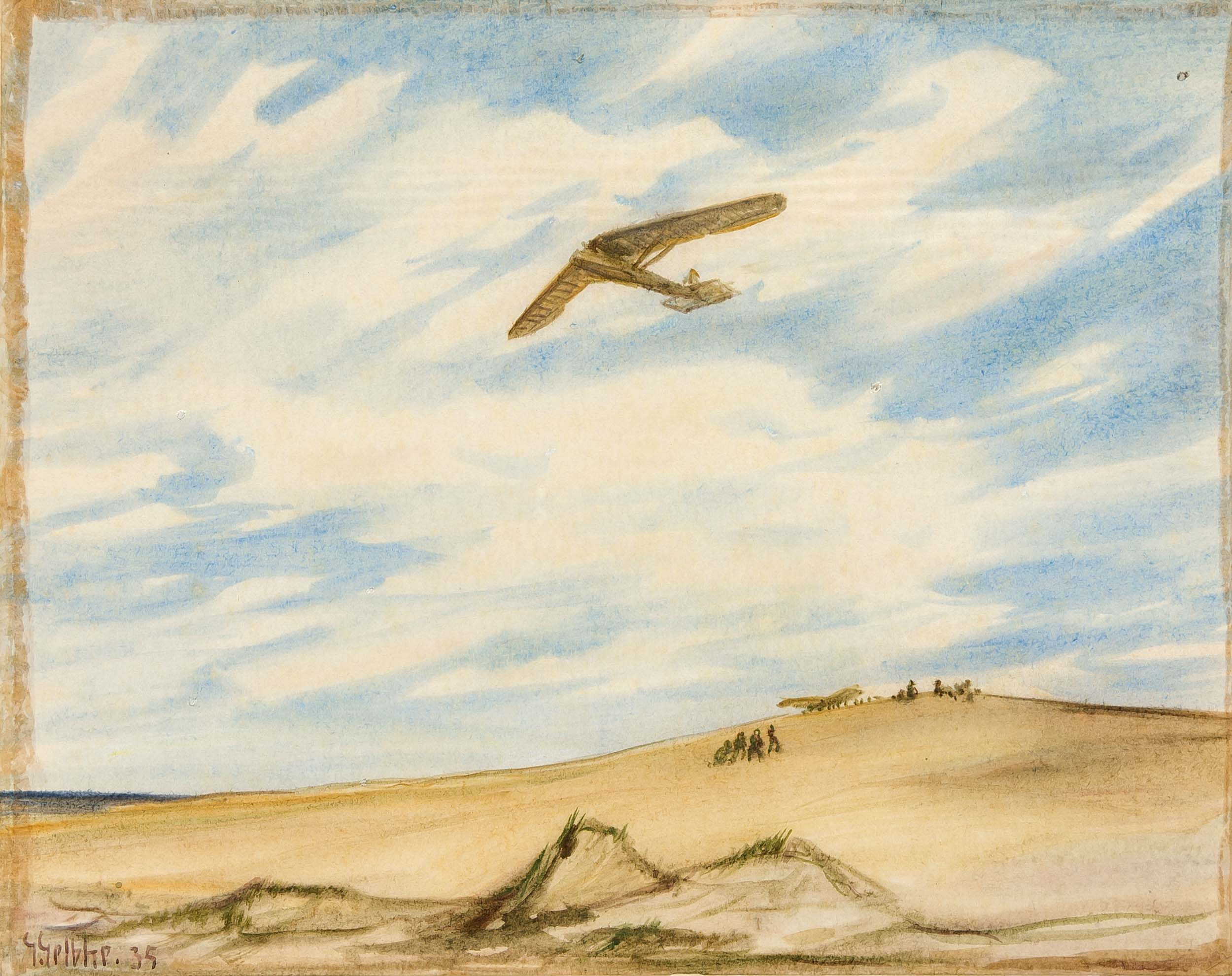
Georg Gelbke: Zwei Segelflieger (1935)

- Reichenbachstraße (Aquarell, 1930)[12]
- Dünenlandschaft (um 1935)[13]
- Kärnten[14]
- Mädchenbildnis (Rötelzeichnung)[15]
- Selbstbildnis (Aquarell)[16]
- Selbstbildnis (1927, Kohle-Zeichnung ?)[17]

### Tafelbilder
- Kurische Nehrung, Pillkoppen (Öl, 1937)[18]

## Einzelausstellungen
- 1989: Erfurt, Schloss Molsdorf („Grafik aus Dresden“; mit Walter Helfenbein und Walter Richard Rehn)
- 1992: Dresden, Leonhardi-Museum